# Lars T. Lih
Lars T. Lih (* 10. September 1947 in Richland, Washington) ist ein kanadischer marxistischer Historiker und Musikhistoriker US-amerikanischer Herkunft. Er publiziert als Autor bei Jacobin und Weekly Worker und ist Vortragender bei der Website communistuniversity.uk.
Lars T. Lih studierte an der Yale University und der Universität Oxford. Er erhielt seinen Ph.D. in Politikwissenschaften 1984 von der Princeton University. Er hat am Wellesley College und der Duke University gelehrt und ist jetzt Professor für Musikgeschichte an der Schulich School of Music der McGill University in Montreal.
Lih publiziert vor allem über die Geschichte der frühen Sowjetunion. Zusammen mit Oleg V. Naumov und Oleg V. Khlevniuk hat er die Briefe Stalins an Wjatscheslaw Michailowitsch Molotow herausgegeben.
Lars T. Lih ist einer der Autoren des 2020 veröffentlichten Sammelbandes The Fate of the Bolshevik Revolution. Illiberal Liberation 1917–1941, dessen Herausgeber der „neo-revisionistischen“ Schule zugeordnet werden. Diese bemüht sich um eine positive Hervorhebung des Leninismus im Gegensatz zum Stalinismus.

## Schriften
- Bread and Authority in Russia, 1914–1921 (1990)
- Russian communism in perspective and Democratic revolution in Russia and the ideology of frustration, 1993
- War communism and Bolshevik ideals, 1994
- The path and the task: A cognitive approach to Soviet history, 1995
- (Hrsg. mit Oleg V. Naumov und Oleg V. Khlevniuk:) Stalin's Letters to Molotov: 1925–1936. Yale University Press, 1995
  - deutsche Übersetzung: Briefe an Molotow, 1925–1936. Siedler, 1996
- Melodrama and the Myth of the Soviet Union' (in Imitations of Life: * Two Centuries of Melodrama in Russia, 2002)
- Lenin Rediscovered: “What is to be Done?” in Context. Historical Materialism, 2008. ISBN 978-1-931859-58-5
- (mit Ben Lewis:) Zinoviev and Martov: Head to Head in Halle. November Publications (2011).
- Lenin, 2011
- The Ironic Triumph of Old Bolshevism: The Debates of April 1917 in Context,” in Russian History 38 (2011), Seite 199–242.
- Democratic Revolution in Permanenz,” in Science and Society, Vol. 76, No. 4, October 2012, Seite 433–462.
- The Non-Geometric Elwood,” Canadian Slavonic Papers / Revue canadienne des slavistes Vol. 54, Nos. 1–2, March-June 2012, Seite 185–213.